# Coenge Futebol Clube
El Coenge Futebol Clube fue un equipo de fútbol de Brasil que jugó en el Campeonato Brasiliense, la primera división del Distrito Federal de Brasil.

## Historia
Fue fundado el 14 de noviembre de 1966 en el municipio de Gama, Brasil con el nombre Brasil Esporte Clube por un grupo de trabajadores que formaban parte de COENGE SA, una de las principales compañías constructoras en Brasilia y pionera en la construcción hasta que cerró operaciones en ese año. El club era multideportivo al contar con secciones en voleibol y fútbol sala, además de que el uniforme y colores del club eran similares a los del SC Corinthians Paulista.
Al año siguiente cambia su nombre por el de Coenge Futebol Clube,  un año después participa por primera vez en el torneo estatal, y en 1969 gana el Campeonato Brasiliense por primera vez venciendo en la final 1-0 al Vila Matias Esporte Clube, siendo éste el único título estatal en la historia del club, además de haber ganado el título del municipio en dos ocasiones.
En 1971 el club no se presentaría a dos partidos consecutivos, fue multado y excluido del Torneo Gobernador, lo que marcaría su eventual desaparición el 13 de agosto de 1971 luego de que en una asamblea organizada por la Federación Deportiva de Brasilia se acordara desafiliar a seis equipos del Campeonato Brasiliense, incluido el Coenge Futebol Clube, concretando solo tres apariciones en el Campeonato Brasiliense, pero con un título estatal.

## Palmarés

### Estatal
- Campeonato Brasiliense: 1

1969

### Municipal
- Campeonato de Gama: 2

1967, 1969

## Jugadores

### Jugadores destacados
- Zé Eustáquio[6]